# Horacio Siburu
Horacio Siburu (data desconhecida ?) foi um pentatleta olímpico argentino. 

## Carreira
Horacio Siburu representou a Argentina nos Jogos Olímpicos de 1948, na qual ficou na 32° posição no individual. 